# 辽宁拉票贿选案
辽宁拉票贿选案是指在2011年中国共产党辽宁省委员会常委换届选举和2013年辽宁省“两会”期间的涉嫌拉票贿选的系列案件，被官方定性为是中华人民共和国成立以来查处的第一起发生在「省级层面、严重违反党纪国法、严重违反政治纪律和政治规矩、严重违反组织纪律和换届纪律、严重破坏党内选举制度和人大选举制度的重大案件」。

## 调查
2014年，中共十八大后，中央巡视组首次巡视辽宁，在随后发布的巡视整改报告中指辽宁“干部任用领导打招呼、拉票跑要之风较为突出”，要求辽宁省委吸取换届选举工作的教训，坚决查处拉票贿选，杜绝类似问题再次发生。辽宁省委于2014年10月巡视整改报告中称，“省人大常委会党组重点对在2013年1月省人代会选举全国人大代表中违反换届选举工作纪律等问题进行了认真整改自查”。
2016年2月，中央巡视组进行巡视“回头看”，首批“回头看”的四個省份包括辽宁。其后，辽宁省人大常委会原副主任王阳、辽宁省委原政法委书记苏宏章及辽宁省人大常委会副主任郑玉焯先后因涉及贿选而落马；原辽宁省委书记王珉也被指“对辽宁省有关选举发生拉票贿选问题负有主要领导责任和直接责任”。而辽宁省委在巡视“回头看”整改报告中也承认“辽宁的政治生态已遭到严重破坏，有些问题积弊较深，彻底扭转仍需时日”。
一名涉案的辽宁省全国人大代表的亲属告知《财经》杂志记者，2016年8月22日，贿选案专案组把该名人大代表从家中带走。该名人大代表在与亲属通话时称在“集中学习”，并等待处理结果。
财新网报道称，2013年1月辽宁省十二届人大一次会议选举全国人大代表过程中，有45名当选的全国人大代表涉嫌贿选，而当时投票的619名辽宁省第十二届人大代表，有523名省人大代表涉案。目前，涉案的省人大代表大多已由原选举单位接受其辞职或者被罢免终止了代表资格。辽宁省十二届人大常委会共有组成人员62名，其中有38名因代表资格终止，其常委会组成人员的职务相应终止。这样，辽宁省人大常委会组成人员已不足半数，无法召开常委会会议履行职责。一个省级人大常委会出现这种情况，中华人民共和国历史上还没有过，需要根据《中华人民共和国宪法》和有关法律作出“创制性安排”。

## 处分
2016年8月28日，中共中央印发了《中共中央关于辽宁拉票贿选案查处情况及其教训警示的通报》。通报称，辽宁拉票贿选案“涉及面之广、涉案人数之多、情节之恶劣、性质之严重，触目惊心、发人深省”。
2016年9月13日，为查处辽宁贿选案而临时召集的第十二届全国人大常委会召开第二十三次会议。会议表决通过了全国人大常委会代表资格审查委员会关于辽宁省人大选举产生的部分十二届全国人大代表当选无效的报告，确定45名第十二届全国人大代表当选无效，同时决定成立辽宁省第十二届人民代表大会第七次会议筹备组，负责筹备辽宁省十二届人大七次会议相关事宜。
2016年9月17日，辽宁省第十二届人民代表大会第七次会议筹备组发布公告，有452人辞去辽宁省第十二届人民代表大会代表职务，加上之前被罢免的李峰和辞职的吴野松，共计454人代表资格终止。其他涉案代表或已经在此前辞去代表职务，或已调离辽宁省，代表资格已经终止。依照《中华人民共和国全国人民代表大会和地方各级人民代表大会代表法》，以上454名辽宁省第十二届人民代表大会代表的代表资格终止。依照《中华人民共和国全国人民代表大会和地方各级人民代表大会选举法》，其中108人的辽宁省第十二届人民代表大会常务委员会组成人员职务、辽宁省第十二届人民代表大会专门委员会组成人员职务相应终止。截至当日，辽宁省人大实有代表147人。
2016年9月18日，辽宁省第十二届人大第七次会议筹备组第一次会议宣布辽宁省第十二届人大第七次会议将于11月1日举行，会议将补选辽宁省第十二届人大常务委员会组成人员，将通过辽宁省第十二届人民代表大会有关专门委员会组成人员。2016年10月18日至19日，辽宁省14个设区的市和有关选举单位补选447人为辽宁省第十二届人民代表大会代表。辽宁省第十二届人民代表大会第七次会议筹备组第二次会议同意代表资格审查委员会的审查报告，确认447人的代表资格有效。截至2016年10月22日，辽宁省第十二届人民代表大会实有代表594人。
2016年12月5日，又有一名辽宁省人大代表因涉嫌贿选被认定当选无效。
2017年3月28日至30日，辽宁省沈阳、鞍山、抚顺的15个基层法院分别对营口港务集团有限公司原董事长高宝玉等41名涉拉票贿选人员作出一审宣判，41名被告分别因犯破坏选举罪、贪污罪、受贿罪、行贿罪，被判处有期徒刑等刑罚。

### 当选无效的全国人大代表名单
以下按简体中文姓氏笔划排序：
于洪、王文良、王占柱、王守彬、王宝军、王春成、方威、包紫臣、曲宝学、朱景利、刘云文、刘芝旭、刘清莲（女）、刘福祥、齐牧、孙寿宽、李玉环（女）、李东齐、李海阳、杨敏（女）、何著胜、冷胜军、宋树新、张文成、张玉坤（女）、张占宇、张国军、张素荣（女）、张振勇、张晓芳（女）、张铁汉、金占忠、柳长庆、姜秀云（女）、姚庭财、耿洪臣、高宝玉、郭光华、常薇（女）、韩有波、惠凯、谢文彦、谭文华、燕福龙、魏立东

### 涉案的副省级以上官员
1. 王珉（原辽宁省委书记、省人大常委会主任）
2. 苏宏章（辽宁省委常委、省政法委书记）
3. 王阳（辽宁省人大副主任，原阜新市委书记）
4. 李文科（辽宁省人大副主任，原铁岭市委书记）
5. 郑玉焯（辽宁省人大副主任，原省财政厅厅长）
6. 刘强（辽宁省副省长）
7. 李峰（辽宁省人大副主任、党组书记）
8. 闫丰（辽宁省人大原副主任）
9. 王琼（辽宁省人大原副主任）
10. 仲跻权（辽宁省人大原副主任）
11. 朱绍毅（辽宁省人大原副主任）
12. 陈晓琨（辽宁省人大原秘书长）
13. 赵长义（沈阳市人大常委会主任）
14. 冮瑞（辽宁省副省长）
15. 宋宝华（原沈阳军区装备部副部长）
16. 魏小鹏（复旦大学党委书记，原大连理工大学党委书记、营口市委书记）

## 评论反响
- 全国人大常委会委员长张德江对此案定性为“新中国成立以来查处的第一起发生在省级层面、严重违反党纪国法、严重违反政治纪律和政治规矩、严重违反组织纪律和换届纪律、严重破坏人大选举制度的重大案件[1]。”
- 辽宁省委书记、省人大常委会主任李希在全省警示教育大会上发表讲话称，要深刻反思辽宁拉票贿选案造成的严重危害，切实采取有效措施，彻底肃清案件带来的不良影响[23]。
- 光明网的评论称：“对贿选窝案，就该绝对‘零容忍’，这（对辽宁拉票贿选案的查处）是中央严查辽宁系列贿选案释放的坚定信号，也是吏治法治化、规范化的内在诉求[24]。”
- 《人民日报》评论员文章称，对拉票贿选案的处理，充分体现了中共中央对拉票贿选“零容忍”的坚定决心，有力维护了人民代表大会制度，同时“再一次给我们敲响了警钟”[25]。
- 新华网的评论称，中共中央敢于揭纱露疤，再次彰显反腐没有禁区，查处辽宁贿选案是全面推进依法治国、全面从严治党的又一记重拳[26]。
- 山东大学退休教授孙文广在接受自由亚洲电台采访时称，辽宁拉票贿选案是“党内权力斗争所导致”，并呼吁人大代表选举要实行真正的改革，候选人名单不能由政府内定，要切实保护公民的选举权和被选举权[27]。
- 中国人民大学教授杨光斌在著作中认为，包括辽宁拉票贿选案、衡阳人大贿选案、南充党委会贿选案在内等一系列贿选案，都反映出了资本集团在政治上寻求代理人、经济权力直接控制政治权力的苗头[28]。